# City Cup 1993-1994 (pallamano maschile)
La City Cup 1993-1994 è stata la 1ª edizione del quarto torneo europeo, dopo la Champions League, la Coppa delle Coppe e la EHF Cup, riservato alle squadre di club di pallamano maschile. È stata organizzata dall'European Handball Federation, la federazione europea di pallamano. La competizione è iniziata il 26 settembre 1993 e si è conclusa il 1º maggio 1994.
Il torneo è stato vinto dalla compagine tedesca del TUSEM Essen per la 1ª volta nella sua storia.

## Formula
Il formato del torneo prevedeva dei turni di qualificazione disputati mediante la formula dell'eliminazione diretta con incontri di andata e ritorno.

## Risultati

### Primo turno
| Squadra 1                 | Squadra 2            | Andata                            | Ritorno                           | Totale   |
| ------------------------- | -------------------- | --------------------------------- | --------------------------------- | -------- |
| Stavanger IF              | FH Hafnafjordur      | Stavanger, 25 settembre 1993      | Hafnarfjörður, 3 ottobre 1993     | 48 - 52  |
| Stavanger IF              | FH Hafnafjordur      | 27 - 24                           | 21 - 28                           | 48 - 52  |
| Khalkheti Tbilisi         | RK Karlovac          | Tbilisi, 24 settembre 1993        | Tbilisi, 25 settembre 1993        | 20 - 75  |
| Khalkheti Tbilisi         | RK Karlovac          | 7 - 42                            | 13 - 33                           | 20 - 75  |
| HC Herstal Liège          | RK Metalurg Skopje   | Liegi, 22 settembre 1993          | Skopje, 1º ottobre 1993           | 41 - 50  |
| HC Herstal Liège          | RK Metalurg Skopje   | 22 - 21                           | 19 - 29                           | 41 - 50  |
| HK Topoľčany              | Handball Club Vaslui | Topoľčany, 26 settembre 1993      | Vaslui, 3 ottobre 1993            | 52 - 47  |
| HK Topoľčany              | Handball Club Vaslui | 28 - 23                           | 24 - 24                           | 52 - 47  |
| ESN Vrilissia             | Handball Esch        | Vrilissia, 25 settembre 1993      | Esch-sur-Alzette, 2 ottobre 1993  | 51 - 48  |
| ESN Vrilissia             | Handball Esch        | 26 - 22                           | 25 - 26                           | 51 - 48  |
| Wacker Thun               | Inshaatchi Baku      | Thun, 26 settembre 1993           | Thun, 28 settembre 1993           | 61 - 40  |
| Wacker Thun               | Inshaatchi Baku      | 27 - 19                           | 34 - 21                           | 61 - 40  |
| SL Benfica                | Pallamano Rubiera    | Lisbona, 25 settembre 1993        | Rubiera, 2 ottobre 1993           | 47 - 41  |
| SL Benfica                | Pallamano Rubiera    | 27 - 19                           | 20 - 22                           | 47 - 41  |
| Banik Karvina             | Maccabi Petach Tikva | Karviná, 26 settembre 1993        | Karviná, 28 settembre 1993        | 54 - 23  |
| Banik Karvina             | Maccabi Petach Tikva | 28 - 10                           | 26 - 13                           | 54 - 23  |
| KS Warszawianka           | SKIF Krasnodar       | Varsavia, 26 settembre 1993       | Varsavia, 27 settembre 1993       | 50 - 41  |
| KS Warszawianka           | SKIF Krasnodar       | 26 - 17                           | 24 - 24                           | 50 - 41  |
| RK Slovenj Gradec         | SKA Lwow             | Slovenj Gradec, 25 settembre 1993 | Slovenj Gradec, 29 settembre 1993 | 43 - 40  |
| RK Slovenj Gradec         | SKA Lwow             | 24 - 23                           | 19 - 17                           | 43 - 40  |
| Cankaya Belediyesi Ankara | UHK Krems            | Ankara, 25 settembre 1993         | Krems, 2 ottobre 1993             | 36 - 33  |
| Cankaya Belediyesi Ankara | UHK Krems            | 18 - 14                           | 18 - 19                           | 36 - 33  |
| HK Drott                  | Intercollege Nicosia | Halmstad, 24 settembre 1993       | Halmstad, 25 settembre 1993       | 100 - 21 |
| HK Drott                  | Intercollege Nicosia | 54 - 7                            | 46 - 14                           | 100 - 21 |

### Ottavi di finale
| Squadra 1                 | Squadra 2          | Andata                         | Ritorno                         | Totale        |
| ------------------------- | ------------------ | ------------------------------ | ------------------------------- | ------------- |
| HK Topoľčany              | ESN Vrilissia      | Topoľčany, 31 ottobre 1993     | Vrilissia, 6 novembre 1993      | 58 - 46       |
| HK Topoľčany              | ESN Vrilissia      | 29 - 24                        | 29 - 22                         | 58 - 46       |
| Győri ETO                 | SL Benfica         | Győr, 31 ottobre 1993          | Lisbona, 6 novembre 1993        | 38 - 43       |
| Győri ETO                 | SL Benfica         | 21 - 24                        | 17 - 19                         | 38 - 43       |
| RK Karlovac               | RK Metalurg Skopje | Karlovac, 30 ottobre 1993      | Skopje, 6 novembre 1993         | 39 - 38       |
| RK Karlovac               | RK Metalurg Skopje | 21 - 13                        | 18 - 25                         | 39 - 38       |
| KS Warszawianka           | RK Slovenj Gradec  | Varsavia, 30 ottobre 1993      | Slovenj Gradec, 6 novembre 1993 | 33 - 33 (gfc) |
| KS Warszawianka           | RK Slovenj Gradec  | 21 - 17                        | 12 - 16                         | 33 - 33 (gfc) |
| PSG-Asnières              | Banik Karvina      | Parigi, 30 ottobre 1993        | Karviná, 7 novembre 1993        | 51 - 46       |
| PSG-Asnières              | Banik Karvina      | 29 - 24                        | 22 - 22                         | 51 - 46       |
| FH Hafnafjordur           | TUSEM Essen        | Hafnarfjörður, 30 ottobre 1993 | Essen, 6 novembre 1993          | 43 - 45       |
| FH Hafnafjordur           | TUSEM Essen        | 20 - 22                        | 23 - 23                         | 43 - 45       |
| Wacker Thun               | BM Granollers      | Thun, 31 ottobre 1993          | Granollers, 7 novembre 1993     | 39 - 53       |
| Wacker Thun               | BM Granollers      | 23 - 24                        | 16 - 29                         | 39 - 53       |
| Cankaya Belediyesi Ankara | HK Drott           | Ankara, 30 ottobre 1993        | Halmstad, 7 novembre 1993       | 47 - 58       |
| Cankaya Belediyesi Ankara | HK Drott           | 31 - 29                        | 16 - 29                         | 47 - 58       |

### Quarti di finale
| Squadra 1         | Squadra 2     | Andata                          | Ritorno                     | Totale  |
| ----------------- | ------------- | ------------------------------- | --------------------------- | ------- |
| HK Topoľčany      | BM Granollers | Topoľčany, 19 gennaio 1994      | Granollers, 26 gennaio 1994 | 41 - 54 |
| HK Topoľčany      | BM Granollers | 22 - 25                         | 19 - 29                     | 41 - 54 |
| PSG-Asnières      | SL Benfica    | Parigi, 19 gennaio 1994         | Lisbona, 26 gennaio 1994    | 60 - 52 |
| PSG-Asnières      | SL Benfica    | 32 - 27                         | 28 - 25                     | 60 - 52 |
| RK Slovenj Gradec | HK Drott      | Slovenj Gradec, 16 gennaio 1994 | Halmstad, 26 gennaio 1994   | 31 - 54 |
| RK Slovenj Gradec | HK Drott      | 17 - 26                         | 14 - 28                     | 31 - 54 |
| TUSEM Essen       | RK Karlovac   | Essen, 13 gennaio 1994          | Karlovac, 25 gennaio 1994   | 34 - 29 |
| TUSEM Essen       | RK Karlovac   | 17 - 5                          | 17 - 24                     | 34 - 29 |

### Semifinali
| Squadra 1     | Squadra 2    | Andata                    | Ritorno               | Totale  |
| ------------- | ------------ | ------------------------- | --------------------- | ------- |
| HK Drott      | PSG-Asnières | Halmstad, 22 marzo 1994   | Parigi, 5 aprile 1994 | 52 - 49 |
| HK Drott      | PSG-Asnières | 25 - 18                   | 27 - 31               | 52 - 49 |
| BM Granollers | TUSEM Essen  | Granollers, 23 marzo 1994 | Essen, 7 aprile 1994  | 45 - 50 |
| BM Granollers | TUSEM Essen  | 25 - 21                   | 20 - 29               | 45 - 50 |

### Finale
| Squadra 1 | Squadra 2   | Andata                   | Ritorno               | Totale  |
| --------- | ----------- | ------------------------ | --------------------- | ------- |
| HK Drott  | TUSEM Essen | Halmstad, 24 aprile 1994 | Essen, 1º maggio 1994 | 43 - 58 |
| HK Drott  | TUSEM Essen | 17 - 27                  | 26 - 31               | 43 - 58 |

## Campioni
| Vincitore della City Cup 1993-1994 |
| ---------------------------------- |
| TUSEM Essen 1º titolo              |